# 火星日

在火星上，时间1后跟时间2是恒星日的长度。时间1后跟时间3是太阳日或火星日的长度。

火星日 是火星上太阳日。一个火星日是在火星上的观测者观测到的，太阳两次到达相同的子午线的明显间隔时间。它是火星上的几个时间计量单位之一。
火星日比地球日稍长。大约需要24小时39分钟35秒。火星年大约是668火星日，相当于大约687地球日或1.88地球年。
火星日最早是在1976年在维京号任务期间被采用，它是NASA在做某些任务时的时间计量单位，比如说安排火星探测车的使用中来描述时间。  

## 长度
在火星上一个昼夜循环的持续时间为24小时39分钟35.244秒，相当于1.02個地球日。
火星的恒星日（相对于固定恒星，自身旋转一周的时长），只有24小时37分钟22.66秒。由于火星绕太阳的公转，火星的太阳日比恒星日稍长。